# Parámetros de Hjorth
Los parámetros de Hjorth son indicadores de las propiedades estadísticas, utilizados en procesamiento de señales en el dominio  del tiempo introducido por Bo Hjorth en 1970. Los parámetros son Actividad , Movilidad, y Complejidad.
Son generalmente utilizados en el análisis de señales de electroencefalografía para extracción de característica. Los parámetros son descriptores de caída normalizadas  (NSDs) usados en EEG.
Además, en el área robótica, el Hjorth los parámetros están utilizados para procesamiento de señales táctiles para la detección de propiedades de objetos físicos, como detección de materiales/texturas de superficies y clasificación de modalidades de tacto vía piel robótica artificial.

## Parámetros

### Actividad de Hjorth
El parámetro de actividad representa el poder de señal, la varianza de una función de tiempo. Esto puede indicar la superficie de espectro de poder en el ámbito de frecuencia. Esto está representado por la siguiente ecuación:
{\displaystyle {\text{Actividad}}={\text{var}}(y(t)).}
Dónde y(t) representa la señal.

### Movilidad de Hjorth
El parámetro de movilidad representa la frecuencia media o la proporción de desviación estándar del espectro de poder. Esto está definido como la raíz cuadrada de varianza del primer derivado de la señal y(t) dividido por la varianza de la señal y(t).
{\displaystyle {\text{Movilidad}}={\sqrt {\frac {{\text{var}}({\frac {dy(t)}{dt}})}{{\text{var}}(y(t))}}}.}

### Complejidad de Hjorth
El parámetro de Complejidad representa el cambio en frecuencia. El parámetro compara la semejanza entre la señal con una onda sinusoidal, donde el valor converge a 1 si la señal es similar.
{\displaystyle {\text{Complejidad}}={\frac {{\text{Movilidad}}({\frac {dy(t)}{dt}})}{{\text{Movilidad}}(y(t))}}.}